# (50) Virginia
(50) Virginia – planetoida z grupy pasa głównego planetoid okrążająca Słońce w ciągu 4 lat i 116 dni w średniej odległości 2,65 j.a. Została odkryta 4 października 1857 roku w Waszyngtonie przez Jamesa Fergusona. Pochodzenie nazwy planetoidy nie jest do końca jasne. Prawdopodobnie pochodzi od Werginii, córki centuriona Lucjusza Werginiusza lub nazwy amerykańskiego stanu Wirginia.